# Funkenhausen (Radevormwald)
Funkenhausen ist ein Ort in Radevormwald im Oberbergischen Kreis im nordrhein-westfälischen Regierungsbezirk Köln in Deutschland.

## Lage und Beschreibung

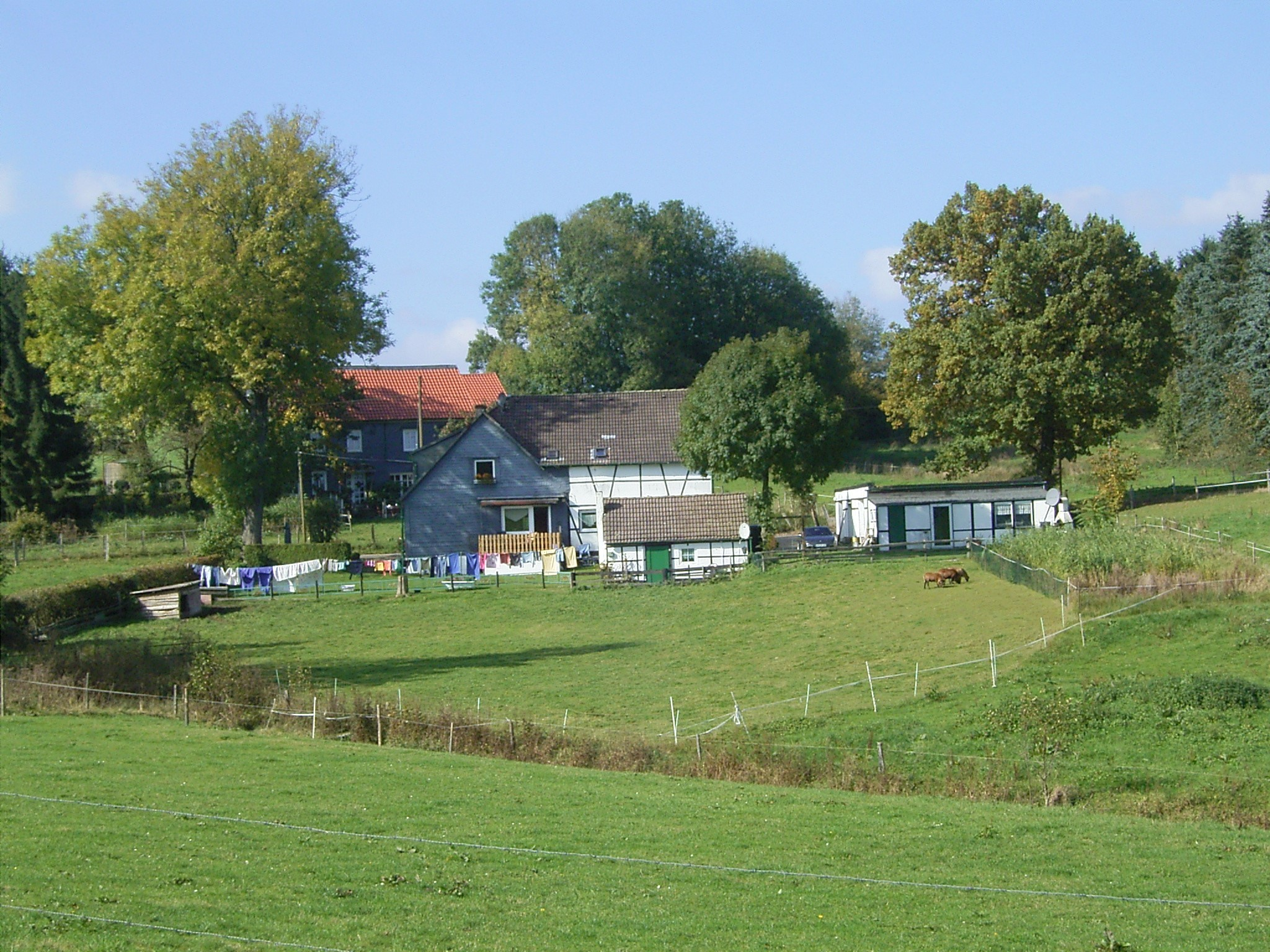

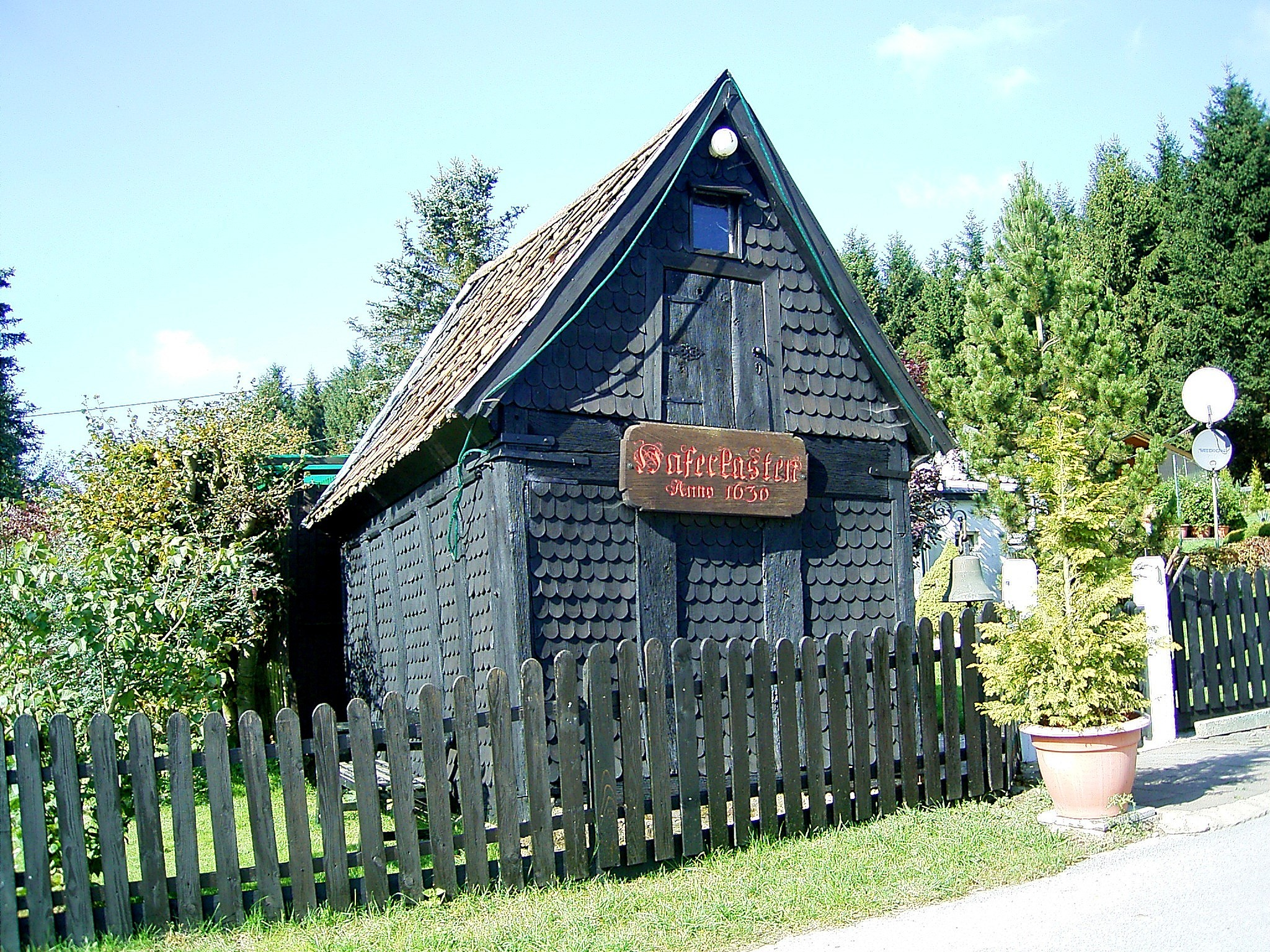
Der Haferkasten aus dem Jahr 1630

Funkenhausen liegt im Osten des Stadtgebiets in relativer Zentrumsnähe an der Kreisstraße 10. Weitere Nachbarorte heißen Winklenburg, Studberg, Im Walde, Böhlefeldshaus, Neuenhof, Vogelshaus, Siepen und Waar.
Funkenhausen ist Teil des Gemeindewahlbezirks 182, der am 26. September 2004 insgesamt 471 Wahlberechtigte hatte.

## Geschichte
1514 listen die Kirchenrechnungen der reformierten Kirchengemeinde Radevormwald den Ort erstmals mit der Bezeichnung „Funckenhuß“ auf.

## Sehenswürdigkeiten
- Haferkasten aus dem Jahr 1630.